# コヒーレンス
物理学において、コヒーレンス（英語: coherence）とは、波の持つ性質の一つで、位相の揃い具合、すなわち、干渉のしやすさ（干渉縞の鮮明さ）を表す。

## 概要
干渉とは、複数の波を重ね合わせるとき、波が打ち消し合ったり強め合ったりすることをいう。干渉を明瞭に観測するには重ね合わせる波同士の位相・振幅に、一定の関係があることが必要である。周波数の等しい2つの波を重ね合わせたとき、それらの振幅および位相に一定の関係があれば、合成された波は一定の強度を持つことになる。例えば、2つの波の振幅が等しく、位相が180°ずれていた場合、重ね合わせの結果波は消える。振幅と位相がともに等しければ2倍の振幅を持つ波が合成される。この場合、相互の位相をずらしながら2つの波を重ね合わせることによって干渉縞を得ることが出来る。ところが、2つの波の振幅と位相がランダムに変動する場合、合成される波の強度もランダムに変動し、干渉縞は得られない。2つの波の振幅・位相に一定の関係があり、干渉縞を作ることが出来る場合、それらの波は相互にコヒーレントであると形容する。両者の振幅・位相関係がランダムに変化し、干渉縞を作れない場合は相互にインコヒーレントと形容する。
コヒーレンスという概念は、複数の波の相互の関係だけでなく、一つの波についても適用される。ある一つの波の異なる2つの部分を取り出したとき、それらの位相・振幅に一定の関係があるかないかによって、その波はコヒーレントまたはインコヒーレントと形容される。このとき、（マイケルソン干渉計などで）波の時間的に異なった部分をとりだしたのであれば時間的コヒーレンス、空間的に異なった部分を取り出したのであれば空間的コヒーレンスと区別される。単にコヒーレンスと呼ぶ場合には、時間的コヒーレンスを指すことが多いようである。
コヒーレンスの概念は、最初は光学の分野で光波の干渉しやすさを表すものとして導入されたが、現在では音響学や量子力学など様々な分野で用いられている。

## 時間的コヒーレンスと空間的コヒーレンス
無限に続く完全な単色光のX線は完全にコヒーレントであるが、実在するX線では波連の継続時間や、周波数の幅とも有限の幅があるので、部分的にしかコヒーレントではない。コヒーレンスには、波連の継続時間についての時間的コヒーレンスと、波面の空間的な拡がりに関係する空間的コヒーレンスがある。

### 時間的コヒーレンス
マイケルソン干渉計では、経路差Δsが大きくなるほど、干渉性が単調に悪くなる。
この現象を理解するために、光源の光がきれぎれの正弦波の集まりだとする。実際の光では、振幅と位相の決まった正弦波として表される一つながりの波（波連）の長さは有限であり、異なる波連の間では位相関係がランダムであるとする。
すると観測点（検出器の位置）での波連は、同一の波連の間では干渉性が良く、異なる波連の間では干渉が全く観測されない。よってΔs=0の場合には干渉の鮮明度が最大になり、Δsが大きくなるにつれて、波連の重なりが悪くなり干渉性も悪くなる。
この場合、この波連の長さはコヒーレンス長（もしくは縦コヒーレンス長）L、波連の続く時間はコヒーレンス時間ｔに対応する。コヒーレンス時間は光源のスペクトル幅Δνとの間にｔ～/Δνの関係がある。つまり時間的コヒーレンスとは、「観測点において時間をΔs/cだけずらした2つの波を考えたときに、それらの位相関係にどれだけの秩序性があるか」ということである。
非線形光学においてもコヒーレンス長という言葉が用いられる。この場合は入射光とそれにより誘起された非線形分極波との間の波数ベクトル不整合Δｋに対し、L＝π/Δｋで定義される。このコヒーレンス長は、上記の一般のコヒーレンス長より短く、実際には入射光と非線形分極波との位相相関はこの長さよりかなり長く保たれる。

### 空間的コヒーレンス
異なる2点P1、P2から同じ時刻に観測点にやってくる2つの光の干渉を考える。
点光源からの光がP1、P2にやってきている場合は、P1とP2の距離とは無関係に観測点付近では干渉縞が見える。
しかし光源が有限な大きさの場合には、P1とP2の距離が大きくなるにつれて観測点付近での干渉縞の鮮明度は低下してくる。この「空間的に離れた2点における光の位相関係にどれだけ秩序性があるか」が空間的コヒーレンスである。空間的コヒーレンスにより、干渉縞の鮮明度が変わる。観測点で干渉が観測されうる限界のP1-P2間距離を「横コヒーレンス長」という。

## コヒーレント光

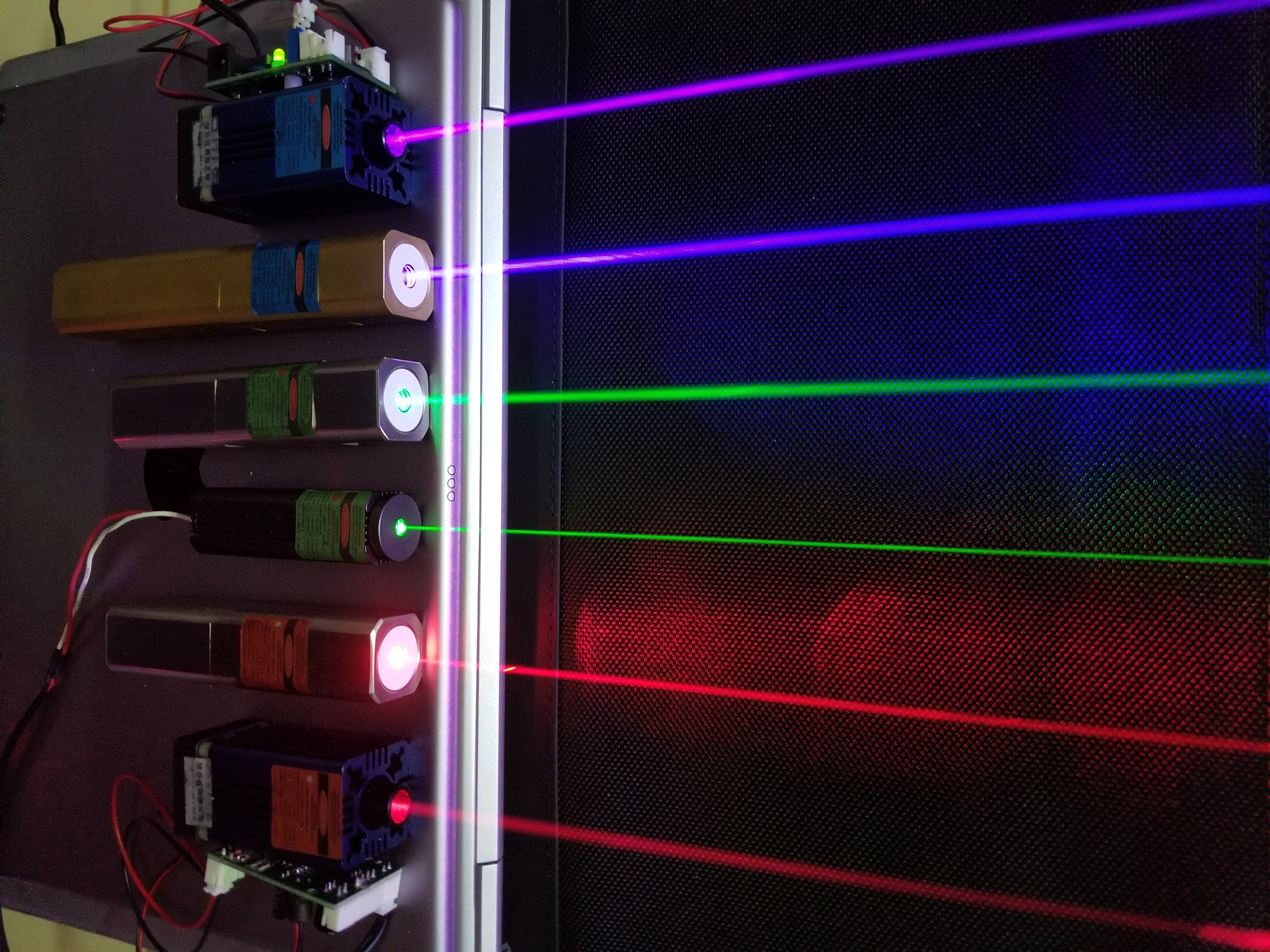
レーザー光

以下では、光のコヒーレンスを例にとって説明する。

現実には完全にコヒーレントな光は存在しないが、レーザー光は空間的にも時間的にも非常にコヒーレンスの高い光である。そのため、しばしば、コヒーレントであると表現される。逆に太陽光や電球、蛍光灯の光はコヒーレンスの低い、完全インコヒーレントに近い光である。このような光は、しばしばインコヒーレントであると表現される。コヒーレントとインコヒーレントの中間の状態を、部分コヒーレントと表現する。
コヒーレントでない波（インコヒーレントな、もしくは部分コヒーレントな波）は、その振幅のフーリエ変換であるスペクトルに、ある程度の幅を持っている。
レーザーなど一般にコヒーレントと考えられている光源でも、スペクトル幅は非常に狭いが、無視できるほど十分狭いというわけではない。
無視できる場合は、その観点や目的に関してコヒーレントであると言ってよい。
白色光は、沢山の異なる振動数の光が混在しているという理由でインコヒーレントである。
マクスウェルの方程式の解として表される古典的な平面波は、その振幅・位相が定数で表されるため、完全にコヒーレントな光である。ところが量子光学によれば、電磁波の振幅と位相とを同時に正確に定めることは出来ず、したがって現実には完全にコヒーレントな光は存在しない。もし振幅・位相の一方を厳密に定めると他方は完全にランダムになってしまう。このような光はスクイーズド（圧搾）光とよばれ、（太陽光などとは異なる形で）もっともコヒーレンスの低い光である。
レーザー光は現在最も簡易なコヒーレント光源であるが、ナトリウムランプの光のような自然放出による単色光もピンホールに通すことによってある程度のコヒーレンスがあることが観測できる。

### コヒーレント光の性質
コヒーレント光は干渉性が高く、互いに容易に干渉して干渉縞が現れる。

## 物質のコヒーレンス
原子や電子の波動関数においてもコヒーレンスが定義できる。
例としてエネルギー固有状態{\displaystyle |n\rangle }にあった物質系に電磁波が入射し、物質と電磁波との間に相互作用が生じた時を考える。時刻ｔにおける物質系の状態が
{\displaystyle |\psi (t)\rangle =\sum _{n}c_{n}(t)|n\rangle }
と書くことができるとすると、準位ａ、ｂ間のコヒーレンスは{\displaystyle \rho _{ab}=c_{a}(t)c_{b}^{*}(t)}と定義される。これは時刻ｔにおける準位ａ、ｂの時間発展展開係数の位相関係を反映した量である。
また電気双極子遷移を考えるとき、マクロには電気分極{\displaystyle \mathbf {P} }の期待値{\displaystyle \langle \mathbf {P} \rangle }を求めれば相互作用を議論することができる。この期待値は密度行列を用いて
{\displaystyle \langle \mathbf {P} \rangle =Tr(\rho \mathbf {P} )}
を求めればよい。したがって密度行列を通して、電磁波の位相を物質系に移すことができる。つまり電磁波のコヒーレンスを物質系に転写することができる。密度行列を介して物質の電気分極に生じるのが「電気分極のコヒーレンス」である。同様にして、対象が励起子のときは「励起子のコヒーレンス」、対象がスピンのときは「スピンのコヒーレンス」を考えることができる。
たとえば原子における基底状態{\displaystyle |a\rangle }と励起状態{\displaystyle |b\rangle }の2準位系を考える。はじめ{\displaystyle |a\rangle }にあった系に電磁波が照射されると、{\displaystyle |a\rangle }と{\displaystyle |b\rangle }との間でラビ振動が起こる。ラビ振動は自然放出によって{\displaystyle |b\rangle }から{\displaystyle |a\rangle }への遷移が起こるまで続く。この時間が物質系のコヒーレンス時間に対応する。照射する電磁波の縦コヒーレンス長L1と横コヒーレンス長L2に対して、体積V～L1*L22の領域内の原子が、秩序だった位相関係を持って励起される。よって多くの同じ2準位系が存在するときは、これらは電磁波の入射とともに同位相でラビ振動するが、それぞれ異なる時間に自然放出による基底状態への遷移が起こるので、位相のそろった原子の数は減っていく。この現象をデコヒーレンスという。

## 核磁気共鳴におけるコヒーレンス
核磁気共鳴では、スピン系の状態をあらわす密度行列のゼロではない非対角成分をコヒーレンスという。ある条件をみたすコヒーレンスだけがNMRでは観測される。コヒーレンスの位相がそろっているとき、コヒーレンスが保たれているという。
コヒーレンスは1個の個体を取り出したのでは何ら意味をなさない概念である。コヒーレンスは横緩和を考える上で重要となる。ベクトルモデルにおけるコヒーレンスとは、横磁化の存在そのものである。
コヒーレンスは共鳴によって作りだされ、緩和によって消失する。コヒーレンスの位相が厳密に制御されている場合には、失われたように見える横磁化は、時間をさかのぼれば回復させることが可能である。コヒーレンスの消失の中で、可逆的なものと非可逆的なものを区別するのがスピンエコーの発想である。
スピン系のコヒーレンスは、パルスRF磁場のもつコヒーレンスによって作られる。位相のそろった電磁波はコヒーレンスを持つ。RF磁場によってゼーマン準位の間に遷移が起これば、RF磁場のコヒーレンスがスピンに移り、遷移に対応するゼーマン準位に分布するスピンの間にコヒーレンスがもたらされる。⊿ｍ=0のゼーマン準位のペアに生じたコヒーレンスをゼロ量子コヒーレンスという。⊿m=±1の場合は1量子コヒーレンス、⊿m=±2あるいはそれ以上の隔たりのある場合は多量子コヒーレンスという。多量子コヒーレンスは2個以上のスピンからなる系ではじめて重要になり、密度演算子での取り扱いが必要となる。

## コヒーレント状態
コヒーレント状態とは、光子のようなボース粒子において定義される状態である。光子の消滅演算子{\displaystyle {\hat {a}}}の固有状態{\displaystyle |\alpha \rangle }を、次のように光子数確定状態{\displaystyle |n\rangle }を用いて表すことができる。
{\displaystyle |\alpha \rangle =\sum _{n=0}^{\infty }\alpha ^{2}{\frac {e^{-|\alpha |^{2}/2}}{\sqrt {n!}}}|n\rangle }
この状態は、光子数が多い場合は、光子数と位相の不確定性の最小不確定積を与え、古典的な光に対応する状態である。言い換えれば調和ポテンシャル中の粒子の状態である。これは光子数とともに位相が秩序だった状態である。しきい値より十分高い単一波長レーザーからの光はコヒーレント状態に近い。　